# Sept lacs (Chili)

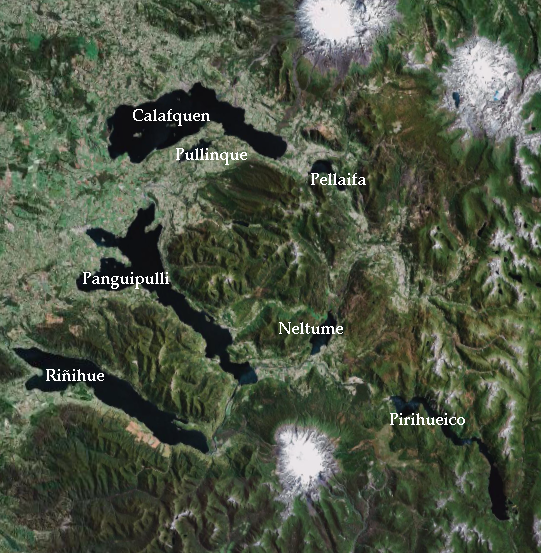
Vue satellite des sept lacs

Les sept lacs (espagnol : siete lagos) sont un groupe de lacs qui appartiennent au même bassin-versant qui commence au lac Lácar et se termine dans la baie de Corral. Ils se répartissent sur les territoires de l'Argentine et du Chili.
La région est entourée par quatre volcans : Villarrica, Quetrupillán, Lanín et Mocho-Choshuenco. Du fait de leur présence, on trouve de nombreuses sources chaudes dans la région.
Les lacs sont : 
- Le lac Panguipulli
- Le lac Calafquén
- Le lac Riñihue
- Le lac Pirihueico
- Le lac Neltume
- Le lac Pellaifa
- Le lac Pullinque

## Source de la traduction
- (en) Cet article est partiellement ou en totalité issu de l’article de Wikipédia en anglais intitulé « Seven Lakes (Chile) » (voir la liste des auteurs).